# サイバリオン
『サイバリオン』 (SYVALION) は、1988年にタイトーから稼働されたアーケードゲーム。
トラックボールによって操作を行うアクションシューティングゲームとなっており、ゲームデザインは三辻富貴朗、サウンドプロデュースは小倉久佳、コンポーザーは渡部恭久が担当している。
1990年にX68000に移植された他、1992年にはスーパーファミコンに移植された。後にアーケード版は日本国内ではPlayStation 2用ソフト『タイトーメモリーズ上巻』（2005年）に収録され、北米および欧州ではPlayStation 2用ソフト『Taito Legends 2』（2006年）に収録された。
アーケード版はゲーム誌『ゲーメスト』の企画「第2回ゲーメスト大賞」（1988年度）において大賞8位を獲得した。

## 概要
トラックボール、1ボタン（ファイア）でドラゴン型戦闘兵器「サイバリオン」を操作するアクションシューティングゲーム。迷路状のマップを通過してボスを倒せば1ステージクリア。
当時としては珍しい、水平走査周波数24kHz表示対応モニタ専用ゲームである。

## ゲーム内容

### 基礎編と実戦編
ゲーム開始前に基礎編と実戦編のふたつのモードを選択する。基礎編は初心者向け、実戦編が通常選ぶモードとして製作されている。基礎編はチュートリアルといえる内容で易しくなっており、各ステージのマップ、BGM、ボスは固定である。実戦編はランダムでマップ、BGM、ボスが変化し、得点が2倍となっている。また実戦編では後述のシナリオが展開され、展開によっては誘導ミサイルや支援機などの強化装備が得られる。
以降は特に断りがない限り実戦編について記述する。

### システム
トラックボールにより方向、速度を指示しボタンで火炎攻撃を行う。火炎攻撃は敵の弾も跳ね返す非常に強力な攻撃だが、ボタンを押しっぱなしにしていると画面下に表示されているゲージが減少し、射程が短く威力の低い火炎しか出せなくなり、やがて全く出なくなる。ゲージはボタンを押していない状態で回復する。また、トラックボール入力があると回復が早くなる。壁にゴリ押ししても問題ない。
耐久力制（最大8）+時間制に残機制を併用している。
敵や特定障害物に衝突もしくは被弾する形でダメージを受けると尻尾から段階的に過熱する形で赤くなっていき、頭部まで達した（全身が真っ赤な）状態でダメージを受けてしまうと自機が木っ端微塵に破壊され、1ミスとなる。
また、制限時間を超過しても1ミスである。
通常設定で2ミスでゲームオーバー。コンティニューも可能。マップの壁などに自機がぶつかってもダメージを受けないが、要所に破壊不可能な固定キャラクターが配置されており、トラックボールによる緻密な操作が要求される。
なお、以下のいずれかの条件を満たすと、ガルスト（メカスカル）と呼ばれる頭蓋骨のような形の無敵キャラが登場し、自機にまとわりついてくる。
- 同一場所でもたもたしている
- 一定ルート逆戻りする
- ボスルームに到達する前にタイムが100を切る

ガルストは炎で遠ざけることは出来るが、もたついていると、大勢で群がってきて手が付けられなくなる。

### アイテム
フォルトロン
丸い粒が3個ついた形状の得点アイテム。連続で取ることにより点数が100、200、400、800と変化し、最高100000点になる。
連続でとると落下スピードが速くなり取り逃すと100に戻る。
ピド
正四面体の回復アイテム。ダメージを受けた状態でこれを取るとダメージが回復する。ノーダメージでは出現しない。
大きさにより+1～+3、maxの違いがある。maxはスペシャルバブルを取ったゲームでは出現しない。
スペシャルバブル
他のMTJ作品でもお馴染みの、「MTJバブル」とも呼ばれる赤い円形で中心から十字に黄色く光っているアイテム。取ると10万点+バリア+ライフMAX+ゴールドカッターが付く。
強化装備が付いているステージやライフmaxを取ったゲームでは出現しない。
また、ステージ4クリア時にスコアが1100万点を超えていると、ステージ5のボスを倒した時に出現するフォルトロンが全てスペシャルバブルに変わる。

### スペシャルボーナス
ダメージを受けてもクリアした時点でライフがMAXになっていると20万点のノーダメージボーナスが、ダメージを受けずにクリアすると200万点のノーミスボーナスが与えられる。ノーミスボーナスの得点が高いため、後述の隠しボスを出すためにはノーミスボーナスが必須となる。

### マルチエンディング
ステージをクリアするとシナリオが表示される。基本的にシナリオもランダムで変化するが、ダメージを受けていないなどのプレイ内容がシナリオへ反映される場合もあり、プレイヤーに目的を与えるようになっている。
全ステージクリアすると表示されるエンディングは103種類にもなり、それぞれのエンディングにナンバーが振られている。そのため未見のエンディングを見ることもゲームの目的となった。エンディングの内容はハッピーエンドばかりではなく、「ボスを倒したものの体を乗っ取られ、地球へサイバリオンで攻めに行く」などの衝撃的なエンディングも数多くあった。
またシナリオの中には、同社のゲーム『ダライアス』（1987年）や『レイメイズ』（1988年）の世界とリンクさせたシナリオもあり、「ダライアスの主人公がシルバーホーク（本作ではゴールドホーク）を駆って支援機としてゲーム中に登場する」「サイバリオンの搭乗者がダライアスの主人公（1Pのプロコで、2Pのティアットはゲスト扱い）」「サイバリオンの搭乗者が緑川誠（レイメイズの主人公理香の弟で、理香は本ゲームではティアットのようにゲスト扱い）」「敵司令官の正体がMr.モルト（レイメイズのボス）」等のファンサービスもあった。
ダライアスシリーズの家庭用オリジナル作品の『ダライアスフォース』（1993年）では、本作に登場したボスのザンディックや、無敵キャラであるガルストがアレンジされ、ボスキャラとなって登場。更に、『ダライアスバースト』（2009年）のボスキャラクター、ダークヘリオスの第二形態は、サイバリオンを模した姿をしており、そのBGMも本ゲームのBGMをアレンジしたものが使用されている。

## ボスキャラクター
どのステージにどのボスが登場するかや攻撃方法は、登場するステージやスコアにより変化する。高次ランクでは、火炎を当てても吹き飛ばずにその場で滞留し、自機が当たるとダメージを受ける弾を撃つ事がある。
基礎編は常に、ギガット→アーマックス→ザイゾログ→ケプロス→ガットノイザーの順に出現する。
ギガット
ザコキャラが拡大したボス。
蜘蛛の様な姿をしており、ボスステージ内の天井部から下方へ放物線を描いてジャンプしながら移動、再び天井部へ着地したのちに弾を発射する。
アーマックス
ザコキャラが拡大したボス。
ギガットとは逆に床から上方へジャンプしながら移動、ジャンプ中に弾を発射する。
ザイゾログ
破壊不能キャラが拡大したボス。名称はMSXソフト同タイトルから。
縦・横・斜め45°方向に直進し、壁に当たると縦横移動時は少しずつ移動軸をずらしながら反転、斜め移動時は90°反転する。停止した際に弾を発射する。
ケプロス
翼竜がモチーフ。
羽ばたきながら自機に向かって直進し、停止した際に弾を発射する。
弾の発射後にワープ移動を行う事もある。
ガットノイザー
サイクロプスがモチーフ。
自機に向かって歩行やジャンプをしつつ移動し、停止した際にブーメランを投げつけてくる。
このブーメランはランクが上がると火炎を当てても消えずにその場に滞留し、それにぶつかってもダメージを受ける。
時々ブーメランを投げるふりをしてジャンプして襲いかかるフェイントも見せる。
グロドロイド
アンモナイトがモチーフ。
殻の状態で回転しながら画面内を斜め45°方向に飛行し、壁に当たると移動方向を90°反転する。停止した時に顔と触手を現し、弾を撃つ。
フェイントをかけて顔と触手を出さない事もある。
ザンディック
首長竜がモチーフ。
ボスステージ内の床面が沼となり、長い首を振りつつ自機のｘ軸に追随しながら沼の表面を移動し、停止した際に口元から弾を発射する。高次ランクでは沼の中に沈んで胴体を隠す。
自機が沼に触れると連続してダメージを受ける。
メガバリオン
サイバリオンの色違いの後継機。
自機と同じ姿を持つが火炎は吐かず、空間に多数出現したのち自機に向かって真っ直ぐ飛来するワープ弾を放つ。
自機の尾部を追いかけてくる、火炎を受けると反転して逃げるといった性質があり、これはガルドバリオンも同様。
ガルドバリオン
メガバリオンの強化型で、スタッフロールでは『闇を支配するにせのサイバリオン』と解説される。
空間に多数出現したのち自機を追尾して動き回る誘導弾を放つ。

メガバリオン、ガルドバリオンは、ステージ4クリア時のスコアが一定の点数以上である場合に4分の1の確率で登場する。このためステージ5のボスが本来ザンディックである場合にメガバリオンやガルドバリオンの出現条件に合致すると、ボスステージの床がダメージ沼の状態で戦う場合もある。
なお、ギガット・アーマックス・ザイゾログは自機の火炎放射で壁に押し付ける事が出来、メガバリオンとガルドバリオンは自機の火炎に反応して移動方向を反転する習性を利用して壁や隅に追い込む事が出来る。

## 移植版
| No. | タイトル               | 発売日                                    | 対応機種              | 開発元   | 発売元                         | メディア                | 型式                  | 売上本数 | 備考                                                                     |
| --- | ---------------------- | ----------------------------------------- | --------------------- | -------- | ------------------------------ | ----------------------- | --------------------- | -------- | ------------------------------------------------------------------------ |
| 1   | サイバリオン           | 1990年9月14日                             | X68000                | SPS      | シャープ                       | フロッピーディスク      | CZ-229AS              | -        |                                                                          |
| 2   | サイバリオン           | 1992年7月24日 1993年                      | スーパーファミコン    | 東芝EMI  | 東芝EMI JVC Musical Industries | 8メガビットロムカセット | SHVC-SY SNSP-SY       | -        |                                                                          |
| 3   | タイトーメモリーズ上巻 | 2005年7月28日                             | PlayStation 2         | タイトー | タイトー                       | DVD-ROM                 | SLPM-66057            | -        | アーケード版の移植                                                       |
| 4   | Taito Legends 2        | 2006年3月30日 2006年3月31日 2007年5月16日 | PlayStation 2         | タイトー | タイトー                       | DVD-ROM                 | SLES-53852 SLUS-21349 | -        | アーケード版の移植                                                       |
| 5   | サイバリオン           | 2022年3月2日                              | イーグレットツー ミニ | 瑞起     | タイトー                       | プリインストール        | -                     | -        | アーケード版の移植 別売りの拡張セットに収録された10作品の1つとして収録。 |

X68000版
デフォルトの水平走査周波数は15kHzモードだが、起動時にHELPキーを押しっぱなしにしておくと31kHzモードに変更できる。
操作デバイスとしてジョイスティック・マウス（トラックボール）・インテリジェントコントローラ（サイバースティック）が使用できる。
本体メインメモリ2MB以上搭載であれば起動後はオンメモリでプレイ可能。
一部キャラクターの拡大表示処理が再現しきれていない。
スーパーファミコン版
BGMはすぎやまこういちが監修し、すぎやまの弟子である松尾早人が新たに書き下ろしたSFC版オリジナルのBGMを作曲、アーケード版から総入れ替えとなった。
通路に比べて自機が大きく、移動するだけでも慎重な操作が必要。ダメージゾーンではどんどんライフを削られ、敵の攻撃も回避が難しいため、出現した瞬間に敵を即撃墜しなければならない。
PlayStation 2版
『タイトーメモリーズ 上巻』に収録。通常版だと最初はロックがかかってプレイできず、遊ぶには一定の条件を満たす必要がある。廉価版では最初からプレイできる。
イーグレットツー ミニ版
本体の他に、別売りの「イーグレットツー ミニ専用パドル＆トラックボールゲーム拡張セット」を接続する必要がある。
トラックボールを使った操作となり、アーケード版本来の操作感覚でプレイが出来る。

## スタッフ
アーケード版
- ゲームデザイン：MTJ（三辻富貴朗）
- ソフトウェア：I.F（藤末一郎）、ISI（石井岳）
- ハードウェア：KBK（窪田修二）、SMM（下村悟）
- サウンド・プロデュース：OGR（小倉久佳）
- 音楽：YAC（渡部恭久）
- グラフィック、デザイン：MTJ（三辻富貴朗）、T.S（讃岐平）、M.F（藤田允）、G.K（栗城源也）、TSM（利光直子）、NGI（永井寛保）

スーパーファミコン版
- エグゼクティブ・プロデューサー：永島孝彦
- プロデューサー：大橋良彦、こばやしかがみ、森島直樹
- ディレクター：きくちかつよし、じんのひろゆき
- サウンド・プロデューサー：すぎやまこういち
- サウンド：松尾早人、北嶋克成
- プログラマー：むかいただし
- グラフィック：まわたりひろふみ

## 評価
アーケード版
- ゲーム誌『ゲーメスト』の企画「第2回ゲーメスト大賞」（1988年度）において、大賞8位、ベストエンディング賞9位、ベストグラフィック賞8位、ベストVGM賞10位、編集部特別賞、ベストキャラクター賞では「サイバリオン」が9位を獲得した[5]。

- 1991年にそれまで稼働されていたアーケードゲーム全てを対象に行われたゲーメスト読者の人気投票によるゲーメストムック『ザ・ベストゲーム』では31位を獲得した[6]。

- 1998年にそれまで発売されていたアーケードゲーム全てを対象に行われたゲーメストムック『ザ・ベストゲーム2』では、「実戦編のゲーム性は、パターンプレイ否定の思想を打ち出し、アドリブ、その場の判断によるプレイの面白さを徹底的に追及している」、「マップ、敵やトラップの出現がランダムで、あらゆる状況に対応できる真の実力を要求されるゲーム性となっている」、「敵メカのデザインも秀逸。サイバリオンと同じ姿のラスボス、メガバリオンやガルドバリオンの不気味な姿が印象的だった」と紹介されている[7]。

スーパーファミコン版
ゲーム誌『ファミコン通信』の「クロスレビュー」では、7・4・7・5の合計23点（満40点）、『ファミリーコンピュータMagazine』の読者投票による「ゲーム通信簿」での評価は以下の通りとなっており、20.05点（満30点）となっている。この得点はスーパーファミコン全ソフトの中で186位（323本中、1993年時点）となっている。
| 項目 | キャラクタ | 音楽 | 操作性 | 熱中度 | お買得度 | オリジナリティ | 総合  |
| 得点 | 3.48       | 3.09 | 3.49   | 3.26   | 3.17     | 3.57           | 20.05 |

## 関連作品
- ダライアス（1987年）
- レイメイズ（1988年）
- ダライアスフォース（1993年）
- ダライアスバースト（2009年）

- バブルボブル - 1990年発売のX68000版に本作をパロディした『サイバブルン』という高難易度モードが収録されている。